# 장 드 라트르 드 타시니
장 조제프 마리에 가브리엘 드 라트르 드 타시니(1889년 2월 2일 ~ 1952년 1월 11일)는 제1차 세계 대전, 제2차 세계 대전, 그리고 제1차 인도차이나 전쟁에서 활약한 유명한 프랑스 장군이다. 장 드라트르 드타시니는 프랑스 육군 원수로 최종 진급하게 된다. 1911년부터 1952년까지 프랑스 육군에서 복무했다

제1차 세계 대전 당시 장교였던 그는 여러 유명한 전선에 참전했는데, 대표적인 전투가 베르됭 전투로 그는 이 전투에서 부상을 입었다. 그는 1차 대전 종전 후 십자훈장과 레지옹 훈장을 받았다. 전간기에는 모로코 전쟁에 참전하여 부상을 입었고, 그는 장교사령부와 여단 사령부에서 경력을 쌓았다. 제2차 세계 대전 당시에는 1940년 5월부터 6월까지 가장 젊은 프랑스 장교로써 프랑스 공방전에 참전하였고, 레텔 전투와 아르덴 전역, 그리고 로렌에서의 전투에서 활약했다.
비시 프랑스 정권에서 그는 비시 프랑스에 협조하여 튀니지의 군 사령부에서 복무했다. 그는 튀니지 자유 지역에 있을 당시 몽펠리에의 제16군사단의 사령관이었고, 1942년 11월 11일 횃불 작전이 개시되자 그는 전투에서 싸우지 말라는 명령에 불복종하여 체포되었다. 그는 연합군에 맞서 상륙을 저지하려고 노력했다. 그럼에도 불구하고 그는 비시 프랑스를 도주하여 1943년 말 자유 프랑스로 넘어갔다.
1943년 샤를 드 골에게 간 드타시니는 프랑스 해방군에서 1945년까지 복무하였고, 그는 드라군 작전에서 자유 프랑스군의 수장으로 참전하여 프랑스군을 지휘하였다. 그는 1945년 서부 독일을 침공할 당시에도 성공적으로 프랑스군을 라인강에서 다뉴브강까지 진격시켰다. 그는 제2차 세계 대전에서 미국 육군에서 복무한 유일한 프랑스 장군이었다.
그는 1945년 5월 8일 독일군이 베를린에서 항복 조약을 체결할 시 미국 대표인 드와이트 아이젠하워, 소련 대표 게오르기 주코프, 영국 대표 버나드 로 몽고메리와 더불어 프랑스 대표로 참석했다. 1945년 주독 프랑스군의 사령관이 되었던 그는 이후 1947년 프랑스 육군 장군들의 감찰관이 되었고, 최고전쟁위원회의 부의장이 되기도 했다. 1948년부터 1950년까지 육군 원수 몽고메리와 함께 그는 최초의 서유럽 육군 사령관이 되었다. 1951년에 그는 인도차이나의 사령관과 프랑스 극동해외원정군단의 사령관이 되었다. 그는 프랑스군의 전세를 역전시키려고 노력했으나 이에 실패하였다. 그는 1952년 사후에 육군 원수로 진급하였다.

## 같이 보기
- 게오르기 주코프
- 드와이트 아이젠하워
- 버나드 로 몽고메리
- 샤를 드골

| 전임 (신설) | 제1대 독일의 연합군 군정기 프랑스군 사령관 1945년 5월 8일 ~ 1945년 7월 10일 | 후임 (폐지) (프랑스 군정청장)마리 피에르 쾨니히 |